# 義大利語維基百科
義大利語維基百科（義大利語：Wikipedia in italiano）為維基百科協作計劃之義大利語版本，由非營利組織──維基媒體基金會維持負責。目前為各語言維基百科計劃中，規模排名第9（依條目量計算）的維基百科。計劃開始於2001年，至2013年1月22已超过1,000,000个条目。2009年，意大利语维基百科获Premiolino新闻奖。

## 2011年大规模空白抗议
2011年10月4日，经过社群讨论，意大利语维基百科所有文章被隐藏，网站亦被管理员封锁，以抗议“DDL intercettazioni”（又被某博客称作“监听法案”，或意大利媒体所指的“博客杀手”）第29节的内容。这个法案当时正在意大利议会的讨论中。法案将授权任何认为自己声誉受到某网站侵害的人，责令该网站发表回应声明让全站的该类内容不可回复及不可评论，这必须在48小时内执行且不需要任何法庭的评估。如果法案通过，将会对维基百科计划的自由浏览编辑的底线造成严重打击。这是维基百科首次全站空白抗议，维基媒体基金会官方已经表态支持意大利语维基百科并在同一天发表了一项声明 。

## 2018年的关闭

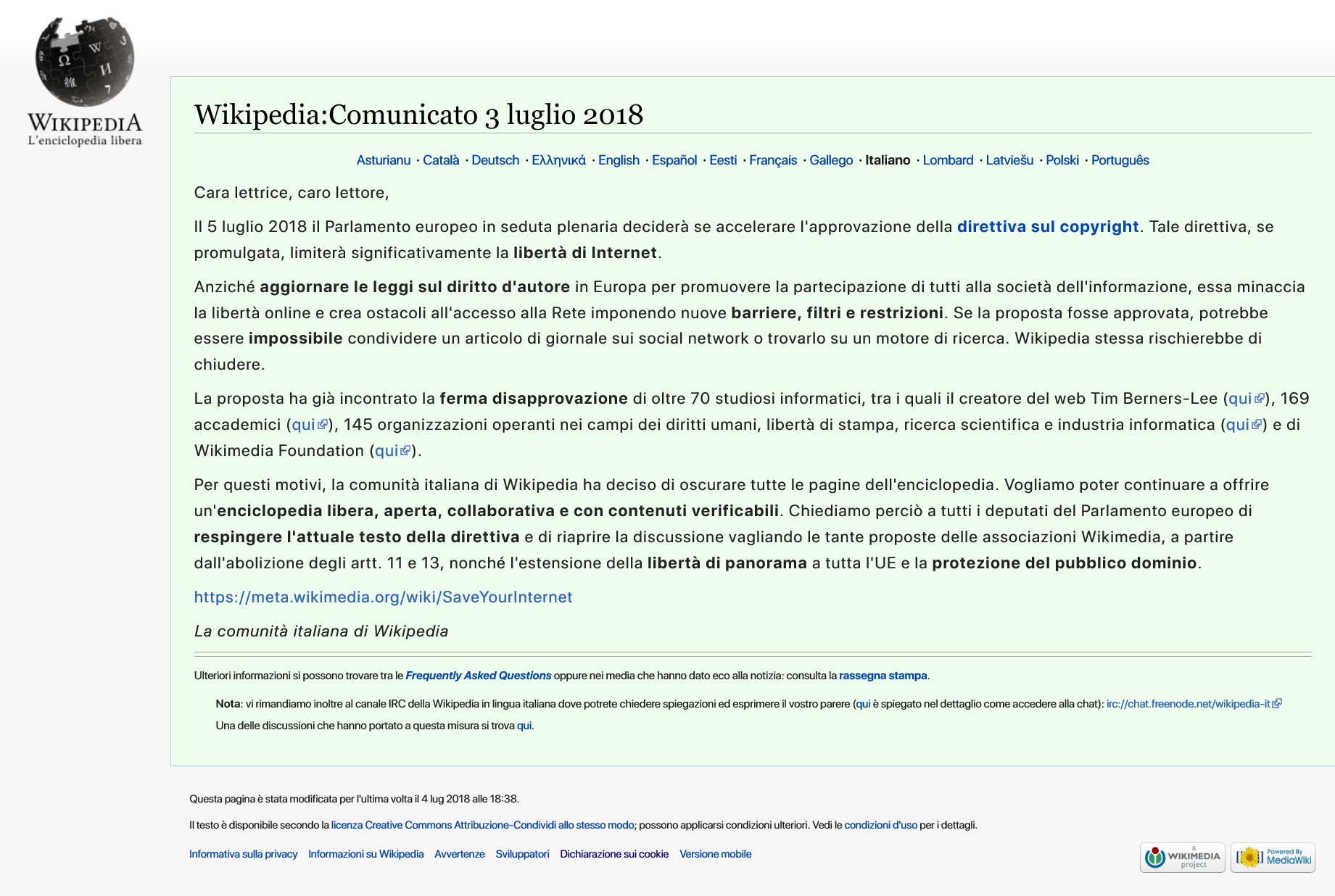
意大利语维基百科在2018年7月3日的截图

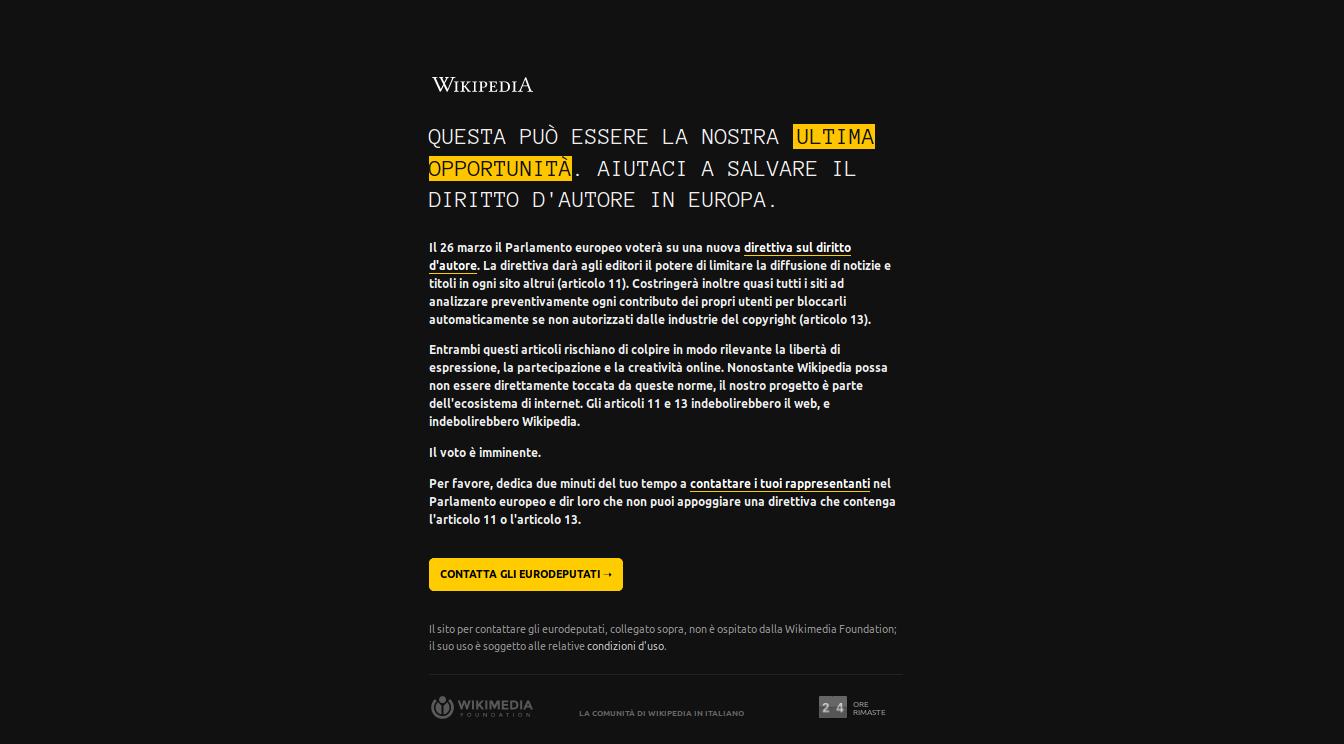
意大利语维基百科在2019年3月25日的截图

自2018年7月3日开始，为抗议数字化单一市场版权指令，访问意大利维基百科大多数條目时均会被跳转到特定頁面，包括搜索页和贡献页。2019年3月25日起，意大利语维基百科的标志变成剪影，所有条目无法正常访问，取而代之是一条信息。

## 外部連結
- 官方网站